# Mario Balotta
Mario Balotta (Roma, 7 settembre 1886 – Viareggio, 28 luglio 1963) è stato un generale italiano.

## Biografia
Era figlio del colonnello d'Artiglieria Emilio Attilio Francesco Giuseppe Balotta Trevisanato (a sua volta figlio di Giuseppe, pretore e rivoluzionario Anti-Asburgo e nipote diretto del Patriarca di Venezia Card. Giuseppe Luigi Trevisanato) e della marchesa Lavinia Carcano.
Entrò nel 1904 all'Accademia militare di Torino, continuando, successivamente, alla Scuola d'Applicazione, uscendone con il grado di Tenente.
Sposò nel 1910 Emilia Falorni (nata ad Incisa in Val d'Arno nel 1888), figlia di una famiglia industriale fiorentina (proprietaria del Cementificio G. Falorni, che si fuse con la società "Fabbriche riunite Cemento e Calci di Bergamo", dando vita nel 1949 ad Italcementi). Dal matrimonio nacquero Liliana ed Alberto. Alberto, dopo aver frequentato l'Accademia Militare di Torino e la Scuola d'Applicazione entrerà nelle Batterie Voloire e sarà decorato di due Medaglia di Bronzo al Valor Militare per delle operazioni svoltesi sul Fiume Don durante la Campagna di Russia ed in Sicilia.

### Carriera
Durante la prima guerra mondiale, Mario Balotta fu impiegato sul fronte del Carso, combattendo con l'artiglieria da campagna. Visti i numerosi eventi bellici e di scontro diretto con il nemico (tra cui si ricorda la ferita causata da una granata austriaca e l'aver evitato l'esplosione di un ippotrainato) fu decorato con varie onorificenze tra cui alcune Croci di Guerra ed una Medaglia di Bronzo al Valor Militare.
Comandò il 7º Reggimento d'Artiglieria da Campagna "Pisa" ed in seguito costituì il Reggimento di Artiglieria "Leonessa" a Brescia. Nel 1936 venne promosso colonnello. Nel 1938 divenne comandante della Scuola Centrale di Artiglieria collaborando attivamente alla Rivista di Artiglieria con numerose pubblicazioni.
Nel 1939, prese parte all'invasione italiana dell'Albania. Durante la seconda guerra mondiale, fu impiegato sia sul fronte dell'Africa Settentrionale che in Russia. Fu Comandante della Scuola di guerra dell'esercito. Promosso generale di brigata, in Nord Africa comandò la 132ª Divisione corazzata "Ariete" dal luglio 1941 al gennaio 1942, in numerose battaglie contro le forze Alleate, ottenendo notevoli vittorie facendo uso di strategie innovative. Proprio in Africa Settentrionale entrò in stretto contatto con il Generale Erwin Rommel, con il quale, in più occasioni, cooperò in varie operazioni.
A tal riguardo si ricorda una delle imprese più emblematiche dell'area geografica: la Prima battaglia di Bir el Gobi del 19 novembre 1941; in questa battaglia il Gen. Balotta condusse la 132ª Divisione corazzata "Ariete" alla vittoria, conquistando l'ammirazione di Rommel. Sempre con Rommel, il Generale Balotta partecipò alla Battaglia di Totensonntag (avvenuta il 23 novembre 1941 e vinta da Germania ed Italia), l'operazione Totensonntag è da considerarsi la più grande carica di mezzi corazzati avvenuta sul teatro di guerra dell'Africa Settentrionale.
Balotta, tra il 29 novembre ed il 1 dicembre 1941, nei pressi di Tobruch (costantemente al comando della 132ª Divisione corazzata "Ariete") vinse la battaglia di Quota 175, dove, con appena 9 000 soldati, sconfisse la 2ª Divisione Anglo-Neozelandese che contava 20 000 uomini. Grazie ad una serie di tecniche di combattimento tipiche della guerra moderno-asimmetrica (quasi sconosciuta all'epoca), indusse in errore le forze accampate a Quota 175, riuscendo ad avvicinarsi fino all'imbocco della guarnigione, dove la Divisione Ariete riuscì a sfondare e ad imporre la resa alla Divisione nemica. Tra le tecniche utilizzate fu impiegata anche il camuffamento dei carri per far sembrare la divisione numericamente più grande e la mimetizzazione che inducesse gli Alleati a ritenere la Divisione Ariete, in realtà, un convoglio di rifornimento delle forze alleate del South African Army. 
Viste le numerose manovre nel settore africano settentrionale, Balotta coordinò le forze dell'Ariete dando un supporto decisivo alle forze dell'Asse nella Seconda Battaglia di Bir el Gobi, tra il 3 e 7 dicembre 1941.
Dopo la campagna d'Africa nel marzo 1942 fu nominato generale di divisione, e divenne comandante di tutta l'artiglieria dell'ARMIR (Armata italiana in Russia), dove riportò ulteriori vittorie e fu tra i primi a rastrellare, a seguito di alcune battaglie, le prime micidiali Katjuše (lanciarazzi) dell'esercito russo, prendendo parte anche all'Operazione Piccolo Saturno. Terminata la campagna, rientrò con notevoli difficoltà climatiche assieme al suo contingente in Italia. In seguito venne nominato Generale di Corpo d'Armata.
Fu deposto dagli incarichi in seguito all'8 Settembre 1943. Tolto il fermo da parte degli stessi tedeschi, fu nuovamente incarcerato dai Partigiani che, nonostante il desiderio di eseguirne la fucilazione, in quanto non confessava notizie mantenendo fede al suo giuramento di militare, abbandonarono, dopo molto tempo, il luogo dove era imprigionato. Fece ritorno a Firenze, dove viveva la famiglia, dopo aver vagato a lungo per le campagne.

## Nel dopoguerra
Terminata la guerra si congedò nel 1946 (per non venir meno al giuramento prestato alla monarchia) mantenendo il grado di generale di corpo d'armata.
Riuscirà, agli inizi degli anni '50, anche a costruire una mostra semi-permanente sulla storia dell'artiglieria italiana del '900.
Il 23 luglio 1963 si trovava in villeggiatura a Viareggio e mentre si dirigeva verso la stazione ferroviaria ebbe un infarto. Nei pressi della stazione era ubicato un centro della Croce Rossa Militare, e morì tra le braccia degli infermieri militari accorsi in aiuto.

## Galleria d'immagini

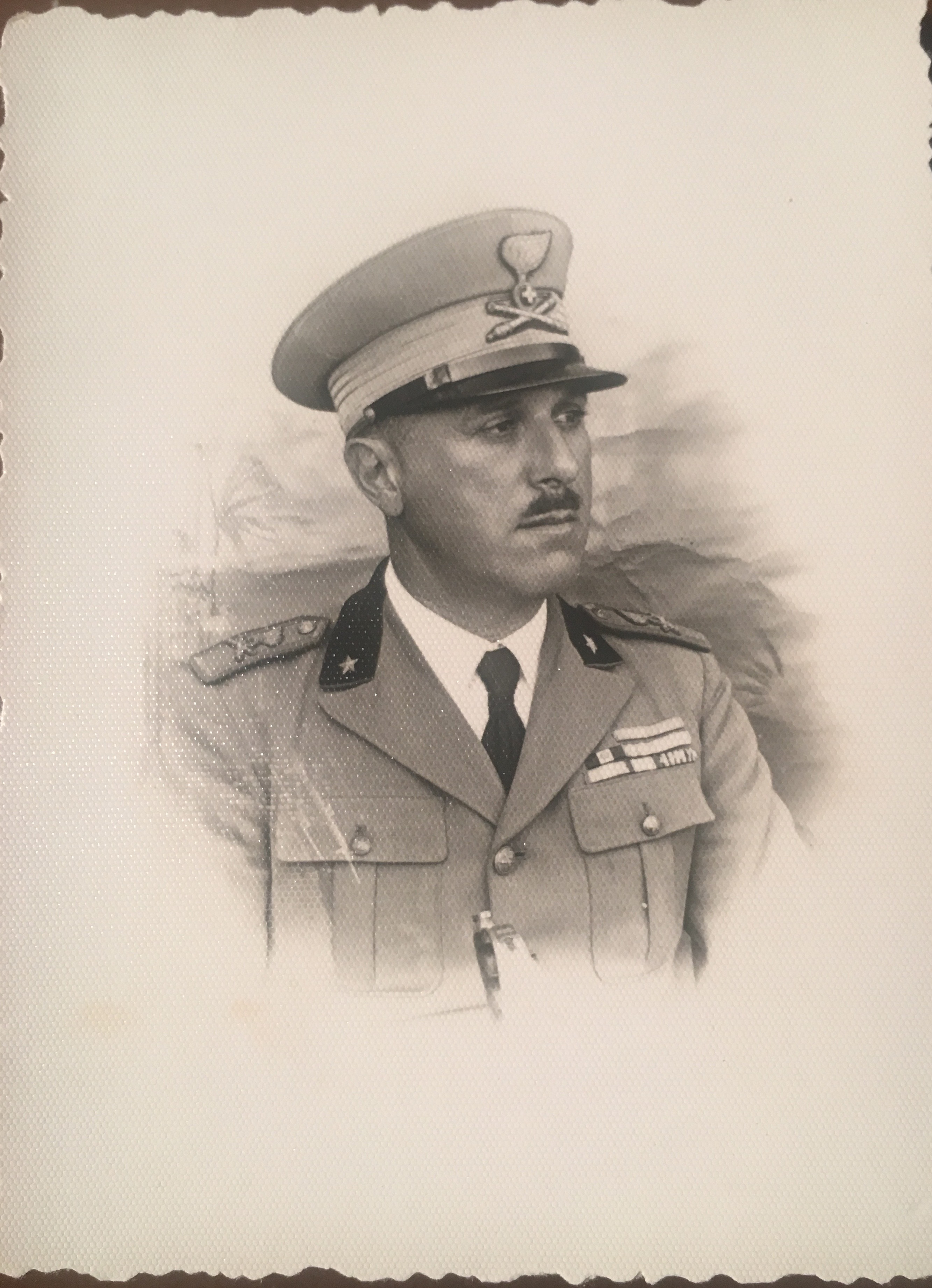
Il Generale Mario Balotta, all'epoca colonnello d'artiglieria.
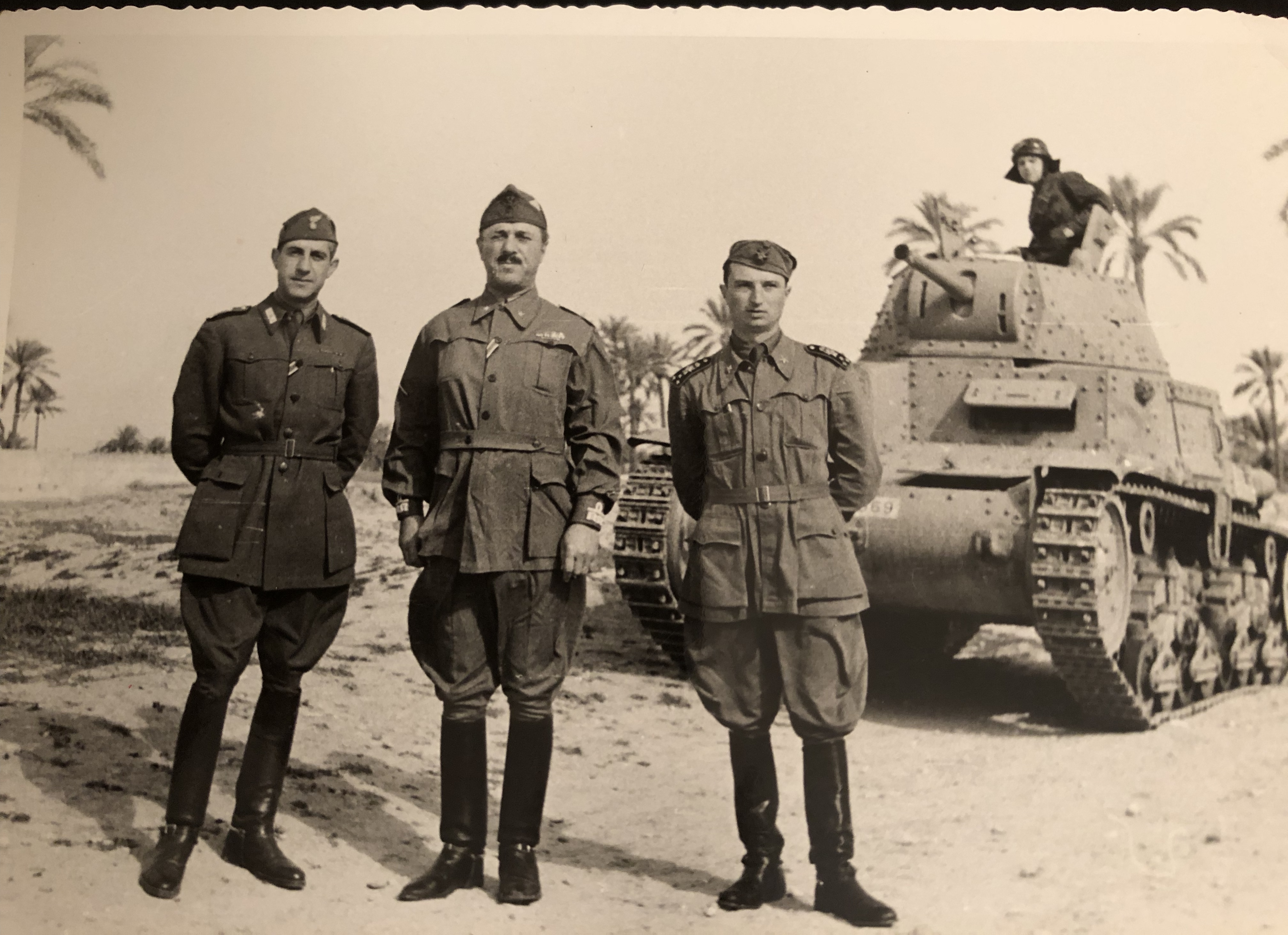
Il gen. Mario Balotta (al centro) in Nord Africa.
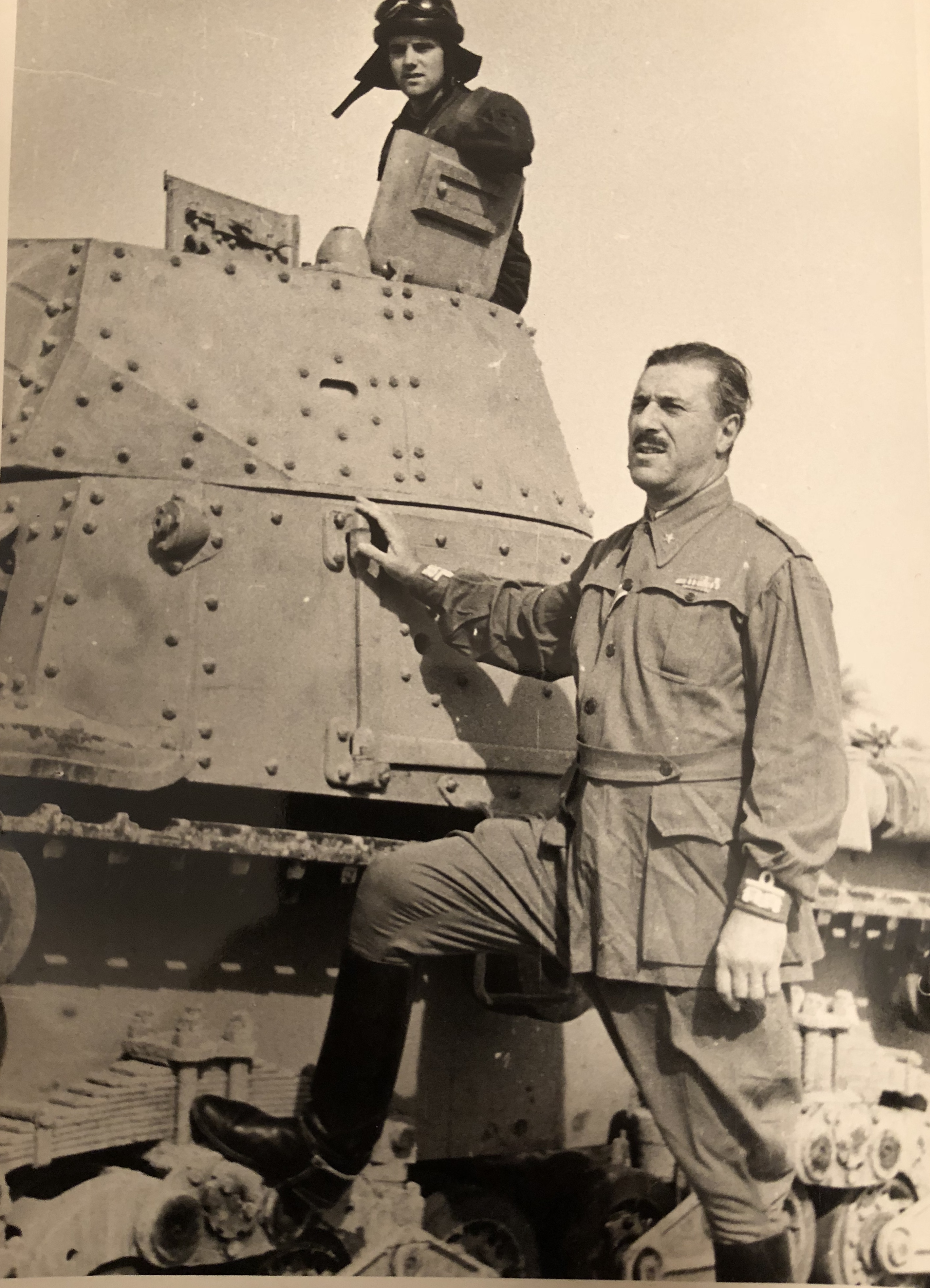
Gen. Mario Balotta con un carro della Divisione Corazzata Ariete in Nord Africa.
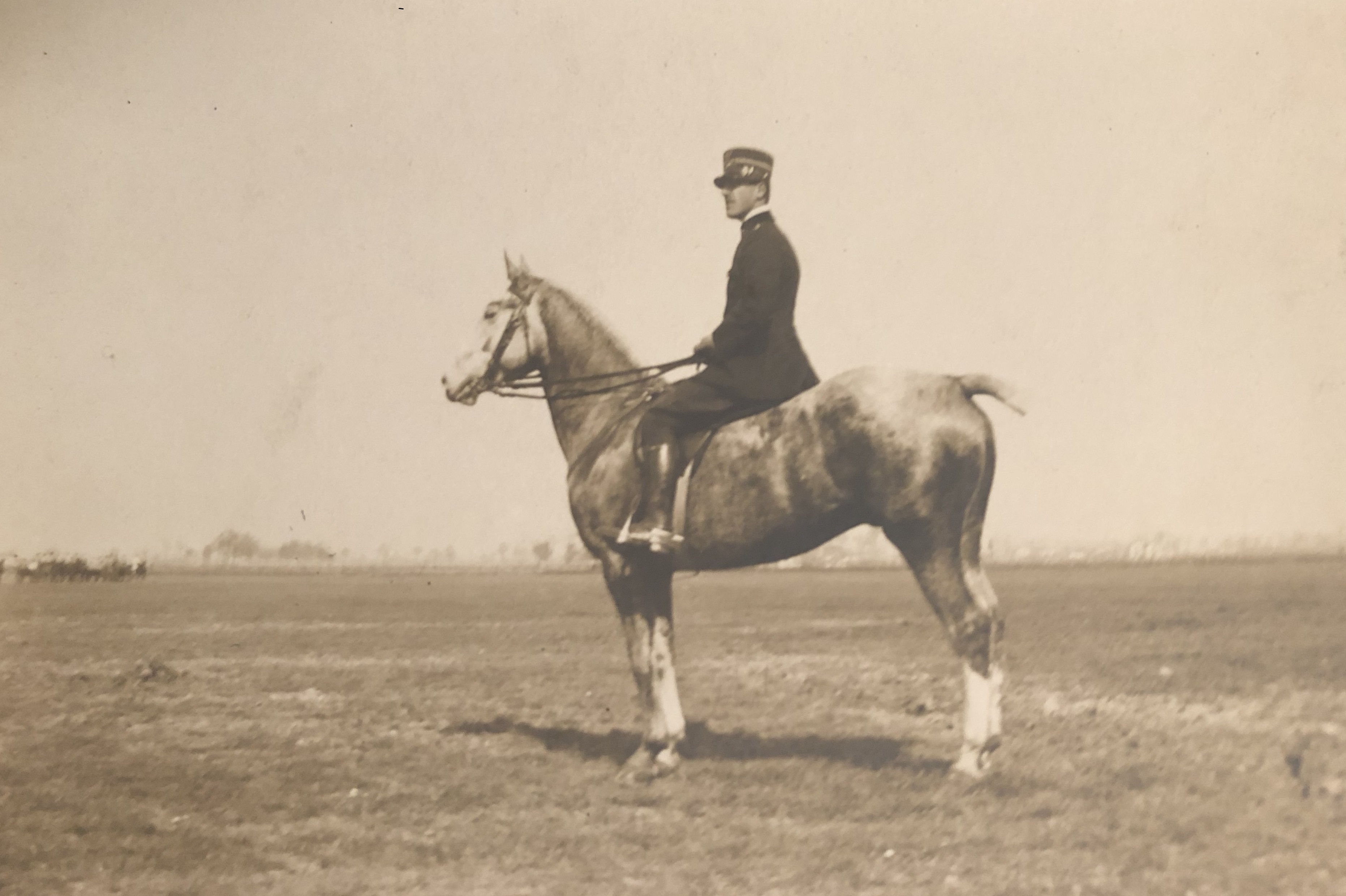
Mario Balotta in sella ad uno dei suoi amati cavalli.
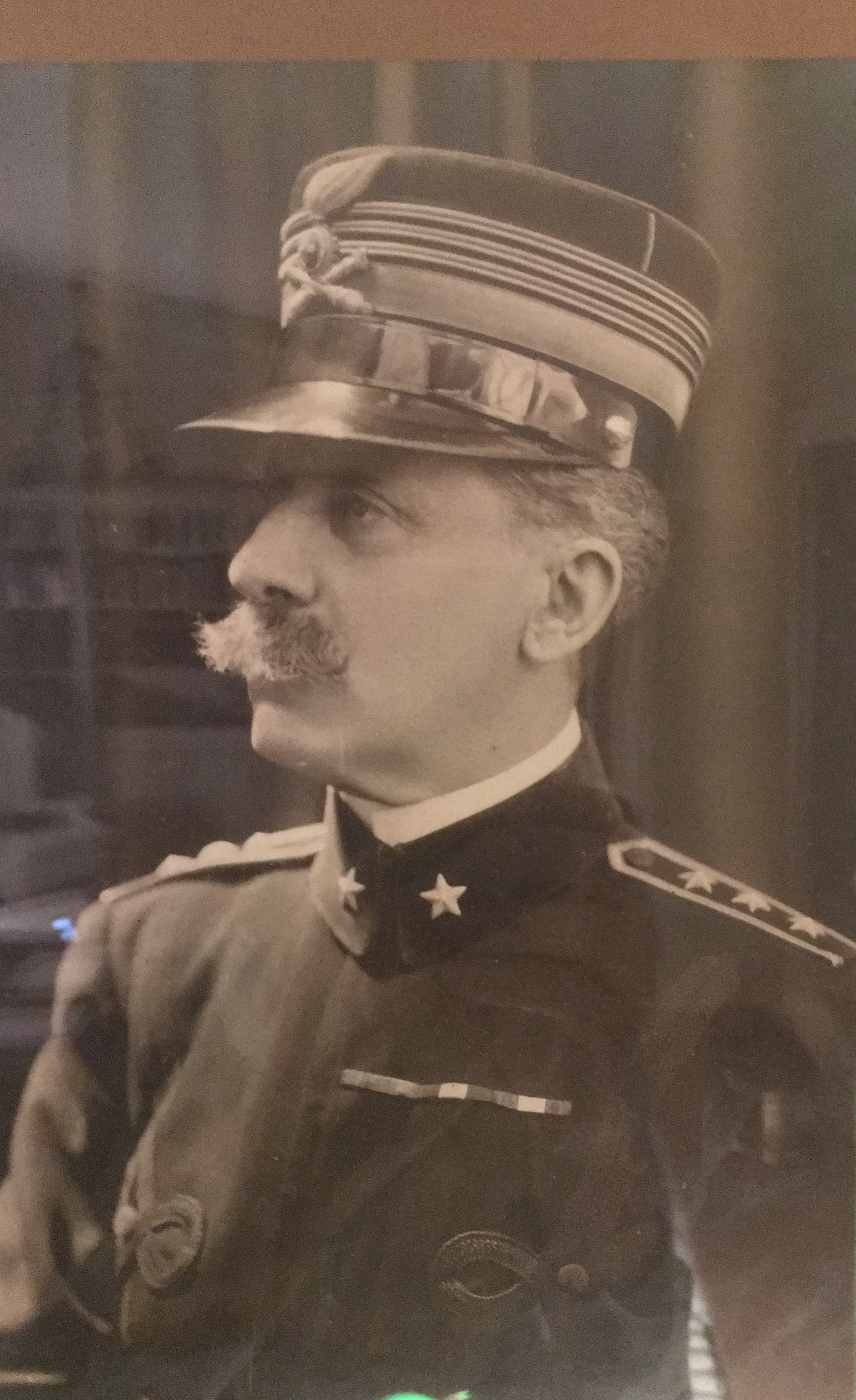
Colonnello Emilio Attilio Francesco Giuseppe Balotta.
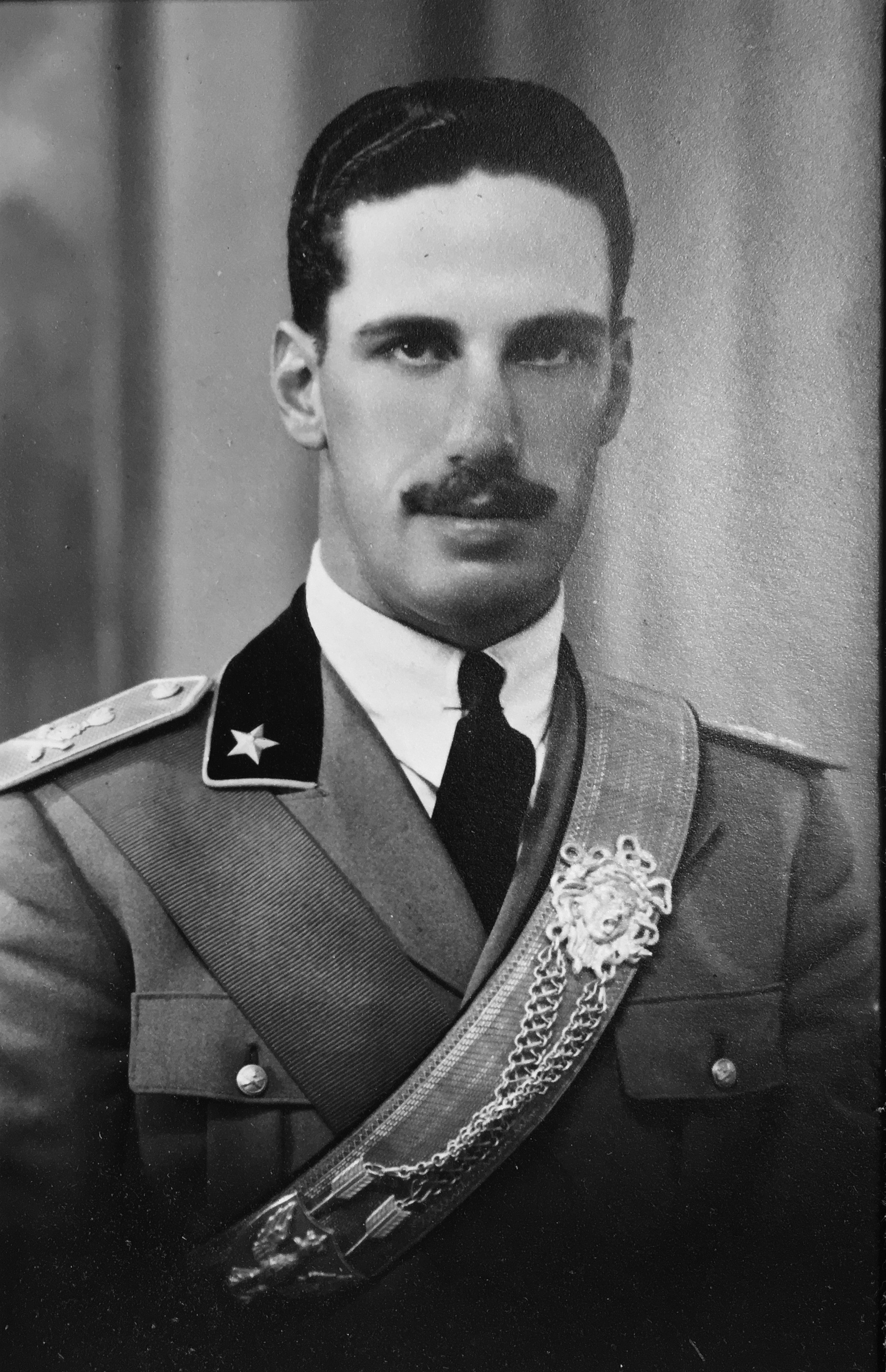
Alberto Balotta, figlio del Generale Mario Balotta.